# NGC 674
NGC 674 este o galaxie spirală situată în constelația Berbecul. A fost descoperită în 15 septembrie 1784 de către William Herschel. De asemenea, a fost observată încă o dată în 2 decembrie 1861 de către Heinrich Louis d'Arrest.